# Limerick (Limerick megye)
Limerick (írül: Luimneach) város Írország délnyugati részén.

## Fekvése
Írország hatodik legnagyobb városa Munster tartományában található, Limerick megye közigazgatási központja. A Shannon folyó torkolatában épült város, az Atlanti-óceán egy, mélyen a szárazföldbe benyúló öblében helyezkedik el.

## Éghajlat
| Hónap                         | Jan. | Feb. | Már. | Ápr. | Máj. | Jún. | Júl. | Aug. | Szep. | Okt. | Nov. | Dec. | Év   |
| ----------------------------- | ---- | ---- | ---- | ---- | ---- | ---- | ---- | ---- | ----- | ---- | ---- | ---- | ---- |
| Átlagos max. hőmérséklet (°C) | 8,8  | 9,2  | 11,1 | 13,3 | 16,0 | 18,5 | 19,8 | 19,6 | 17,7  | 14,3 | 11,1 | 9,0  | 14,1 |
| Átlagos min. hőmérséklet (°C) | 3,2  | 3,2  | 4,5  | 5,7  | 8,2  | 11,0 | 13,0 | 12,7 | 10,8  | 8,2  | 5,5  | 3,6  | 7,5  |
| Átl. csapadékmennyiség (mm)   | 102  | 76   | 79   | 59   | 65   | 70   | 66   | 82   | 76    | 105  | 94   | 104  | 978  |
| Havi napsütéses órák száma    | 50   | 66   | 100  | 153  | 180  | 156  | 141  | 140  | 117   | 90   | 60   | 43   | 1295 |
| Forrás:                       |      |      |      |      |      |      |      |      |       |      |      |      |      |

| Hónap                        | Jan.  | Feb. | Már. | Ápr. | Máj. | Jún. | Júl. | Aug. | Szep. | Okt. | Nov. | Dec.  | Év    |
| ---------------------------- | ----- | ---- | ---- | ---- | ---- | ---- | ---- | ---- | ----- | ---- | ---- | ----- | ----- |
| Rekord max. hőmérséklet (°C) | 14,8  | 15,5 | 20,2 | 23,5 | 28,0 | 32,0 | 30,6 | 29,8 | 26,1  | 22,3 | 18,2 | 15,3  | 32,0  |
| Rekord min. hőmérséklet (°C) | −11,2 | −9,8 | −7,8 | −4,1 | −0,9 | 1,5  | 6,0  | 2,9  | 1,3   | −2,0 | −6,6 | −11,4 | −11,4 |
| Forrás:                      |       |      |      |      |      |      |      |      |       |      |      |       |       |

## Története
Limericket a vikingek alapították, a viking város gazdaságát egy Brian Boru nevű kalóz tette tönkre fosztogatásaival. Írország többi nagyvárosához hasonlóan normann kézbe került, a normann időben a város ismét megerősödött.
A vallásháborúk során számos ostromot élt át a város, végül 1691-ben esett el.
1919-ben jött létre a Limericki tanácsköztársaság, mely egyetlen szocialista kísérlet volt az ország történelmében, és sokkal inkább angolellenes törekvéseiről volt híres, mint a munkásváros szegény munkásainak egybefogásáról. Rövid fennállása során még saját pénzt is nyomtak a városban. Az angolok a város visszafoglalása után véres bosszút álltak az önállósági kísérlet miatt.
A második világháború után hosszú évtizedekig az ország legszegényebb nagyvárosának számított, azután az 1990-es évek második felében gyors fejlődésnek indult, köszönhetően a városba beáramló tőkének. Az ezredforduló előtt főleg európai uniós pályázatokon nyert pénzből hozták helyre a város hangulatos központját.

## Látnivalók
- King John’s Castle: 1200 és 1210 között épült hatalmas normann erődrendszer átadásánál János király is jelen volt, ezért a vár az ő nevét viseli. Sokáig Írország legnagyobb erődítménye volt, mára csupán a belső vár maradt meg.
- Az egyezség köve: a King John’s erődítménnyel szemben, a Shannon folyó túlpartján álló kő a vár legnagyobb, 1690-1691-es ostromára emlékeztet. A kő egy templom oltárkövének részlete volt. A hagyomány szerint ezen a kövön írta alá a vár védője, Patrick Sarsfield a katolikusokat jogaikba és földbirtokaikba visszahelyező Limericki egyezményt Orániai Vilmos képviselőjével. A megállapodás szerint a várvédők szabad elvonulást kaptak. Ezzel ért véget a gyilkos vallásháborúk időszaka Írországban. Sarsfield halála után az angolok semmisnek tekintették az egyezményt, 1700-tól bevezették a katolikusokat minden jogaiktól megfosztó törvényeket, úgyhogy az írek számára a folyóparton álló kő az angolok szavahihetetlenségének emlékműve.
- St. Mary katedrális: 1172-ben épült
- St. John's katedrális: 1861-ben épült
- Hunt Múzeum: John Hunt régész hagyatéka, az ország legnagyobb magán-régiség gyűjteménye
- Limerick Múzeum
- Limerick-i Egyetem
- A Shannon folyó hídjaival és vízlépcsőjével

## Képek

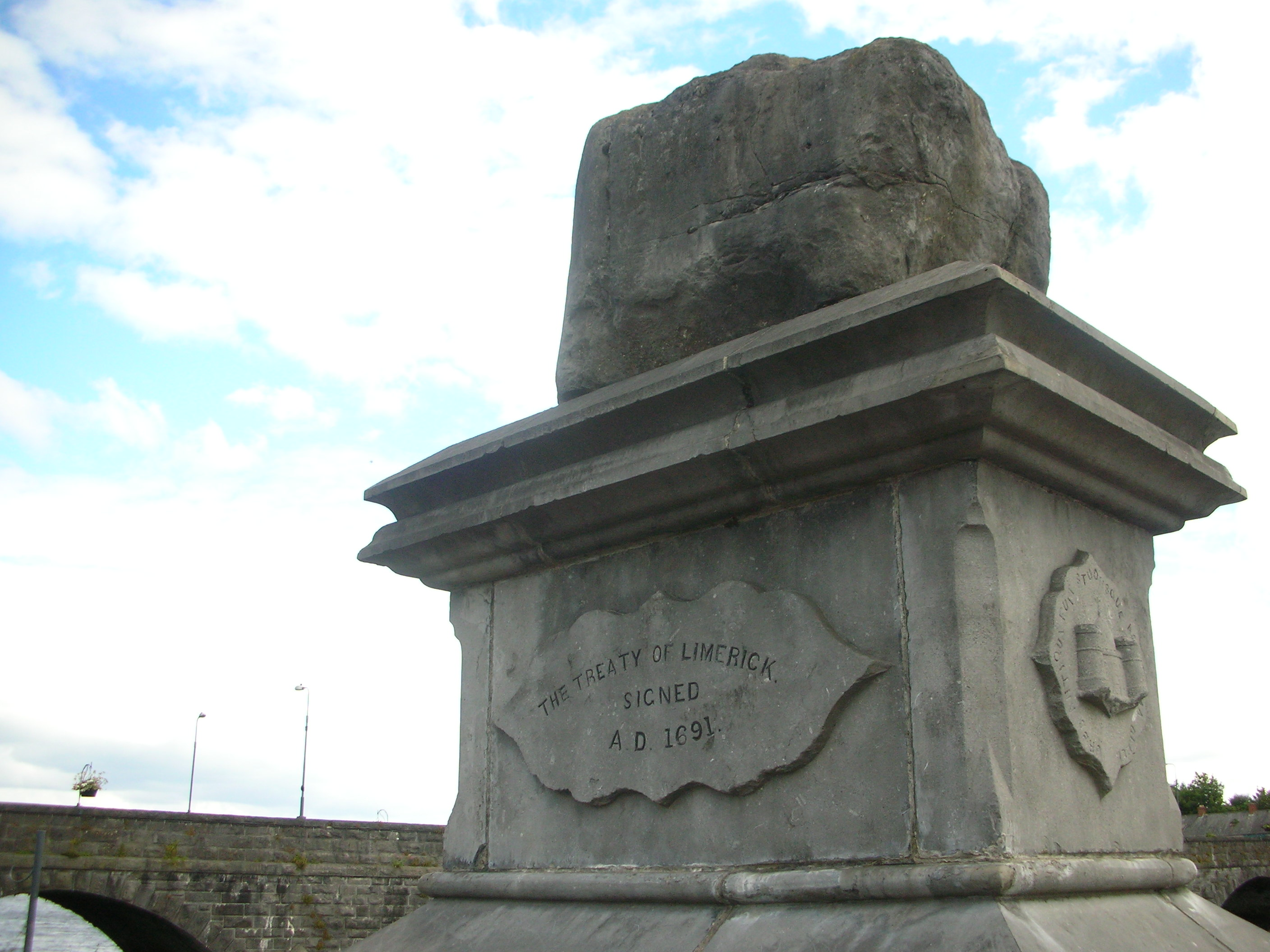
Az egyezség köve
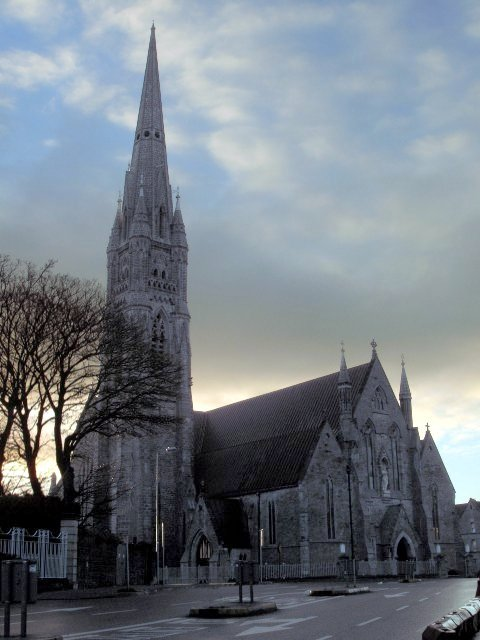
St. John's katedrális
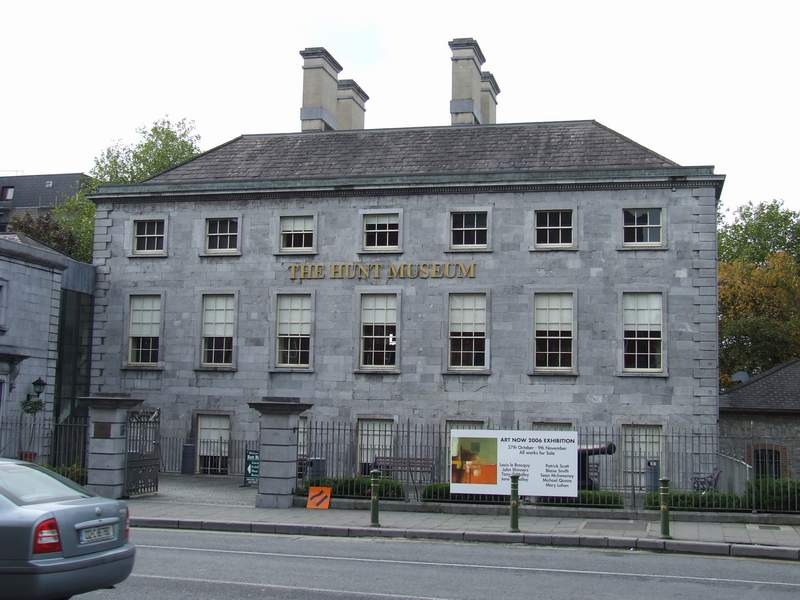
Hunt Múzeum

## Híres szülöttei
- Itt született 1930. október 1-jén Richard Harris színész